# Rinquip
El rinquip (Rhynchippus, gr. ‘musell de cavall’) és un gènere extint de mamífers notoungulats de la família Notohippidae, que va viure durant l'Oligocè en el continent sud-americà. Els seus fòssils s'han trobat a l'Argentina, el Brasil, el Perú i Xile. Representa un exemple clàssic de la convergència dels ungulats sud-americans amb altres grups no relacionats de la resta del món, en aquest cas, amb el cavall.